# Methylisothiocyanat
Methylisothiocyanat (MITC), auch Methylsenföl, ist eine organische Verbindung, die als Methylester der Isothiocyansäure zu den Isothiocyanaten gehört. Es ist isomer zu Thiocyansäuremethylester.

## Vorkommen
MITC ist als Abbauprodukt eines Glucosinolats ein Bestandteil von Senfölen und kommt in geringen Mengen beispielsweise in Kapern sowie den Blättern des Kapernstrauchs vor. Daneben wurde es auch im Braunen Senf nachgewiesen (allerdings in deutlich geringerer Menge als das Allylisothiocyanat). Außer in Pflanzen wurde es auch in einem Meeresschwamm gefunden.

## Eigenschaften
Wie andere Isothiocyanate auch riecht MITC nach Meerrettich. Es wirkt stark reizend auf Haut, Augen und Atemwege und kann zu Lungenentzündung und Nierenschäden führen. MITC schmilzt bei 35 °C. Die Substanz ist wenig löslich in Wasser, aber leicht löslich in Alkohol und anderen organischen Lösungsmitteln. Sie ist instabil, reaktionsfreudig und empfindlich gegen Licht und Sauerstoff. Auf Metalle wie Zink, Eisen und andere wirkt Methylisothiocyanat korrosiv. In alkalischen Medien erfolgt eine rasche Hydrolyse, in sauren oder neutralen Medien eine langsame.

## Verwendung
Methylisothiocyanat ist ein Pestizid und wird bevorzugt zur Bekämpfung von freilebenden Nematoden, Wurzelgallenälchen und Kohlhernien, sowie gegen Wurzelfäule und Engerlinge und ähnliche eingesetzt. Es wird als Bodenentseuchungsmittel verwendet und wirkt als Fungizid, Nematizid und auch als Herbizid.
Viele kommerzielle Pflanzenschutzmittel enthalten nicht Methylisothiocyanat selbst, sondern Verbindungen, die sich erst beim Ausbringen zu Methylisothiocyanat zersetzen. Beispielsweise enthält Basamid® der Firma BASF den Wirkstoff Dazomet (Thiadiazin). In feuchter Umgebung zerfällt er in Formaldehyd, Kohlenstoffdisulfid und Methylisothiocyanat. Auch andere N-methylsubstituierte Dithiocarbamate, wie z. B. Metam-Natrium, zerfallen zu Methylisothiocyanat.

## Sicherheitshinweise
Methylisothiocyanat gilt als stark wassergefährdend (Klasse 3) und ist nicht biologisch abbaubar, baut sich jedoch im feuchten Boden innerhalb mehrerer Wochen ab. Es ist stark giftig für Fische. Im Trinkwasser sollte die Konzentration 0,1 µg·l−1 nicht übersteigen, in Fließgewässern nicht 0,5 µg·l−1. Die Nachweisgrenze liegt bei 0,05 µg·l−1. Die UN-Nummer von Methylisothiocyanat ist 2477.